# تونابوليس
تونابوليس (بالبرتغالية: Tunápolis‏)؛ بلدية في ولاية سانتا كاتارينا في المنطقة الجنوبية من البرازيل.